# 住本寺 (京都市東山区)
住本寺（じゅうほんじ）は、京都府京都市東山区に所在する日蓮正宗の寺院である。山号は良円山(りょうえんざん)。

## 起源と歴史
- 1698年（元禄11年）11月13日 - 円教坊日神師が京九条良円寺を改め住本寺と号す
- 1797年（寛政9年） - 後の第48世法主日量が住職となる。
- 1895年（明治28年）7月20日 - 京都九条より移転し、跡地を出張所（九条住本寺）とする。
- 1982年（昭和57年）2月8日 - 第51代住職が第67世日顕の法主としての地位を否定したため、日蓮正宗の宗制宗規に違背したことにより破門されたが、住本寺の占有と居住を継続する。
- 2008年（平成20年）4月18日 - 破門された第51代住職が死去する。元住職の死後も、本来ならばその時点で日蓮正宗に復帰するはずであったが、居住権を有しない別の正信会の僧侶(1980年（昭和55年）10月6日に日蓮正宗から破門された東京都目黒区に所在する妙真寺の元住職、2010年4月に死亡)が引き続き占有・居住していたため、[1]死亡するまで復帰が果たされなかった。ただしその僧侶は正信会においては除名したと主張していた。
- 2008年（平成20年）8月8日 - 日蓮正宗が京都市左京区に住本寺事務所を設置し第52代住職・阿部郭道が赴任。
- 2010年（平成22年）5月21日 - これまで占有・居住していた別の正信会の僧侶が4月19日に死亡したため、日蓮正宗に復帰。左京区の住本寺事務所は閉鎖。これにより京都市内の日蓮正宗寺院は東西南北四か寺体制となる。

## 住職
- 第52代 阿部郭道

## 寺院周辺
- 八坂神社
- 円山公園
- 京都市東山区総合庁舎
- 高台寺
- 建仁寺
- 清水寺
- 法観寺（八坂の塔）
- 大谷本廟
- 京都市清水小学校
- 京都市弥栄中学校
- 東山警察署
- 祇園新地甲部歌舞練場
- 弥栄会館

## 交通アクセス
- 名神高速道路京都東インターチェンジから車で15分
- JR 京都駅から車で5分
- 京阪本線 祇園四条駅から徒歩10分
- 阪急京都線 京都河原町駅から徒歩15分